# Charlotte a Marii Britanii
Charlotte, Prințesă Regală (Charlotte Augusta Matilda; 29 septembrie 1766 - 5 octombrie 1828) a fost un membru al familiei regale britanice, cea mai mare fiică a regelui George al III-lea al Marii Britanii și a reginei Charlotte. A fost soția regelui Frederick I de Württemberg. Charlotte a fost cea de-a treia deținătoare a titlului de Prințesă Regală.

## Primii ani
Prințesa Charlotte s-a născut la 29 septembrie 1766 la Palatul Buckingham din Londra. Tatăl ei a fost regele George al III-lea al Regatului Unit. Mama ei a fost Charlotte de Mecklenburg-Strelitz. A fost botezată la 27 octombrie 1766 la Palatul St. James de arhiepiscopul de Canterbury, Thomas Secker. Nașii ei au fost: regele și regina Danemarcii (mătușa paternă și soțul ei) și Prințesa Louisa (mătușa paternă).
Ca fiică a unui monarh britanic, Charlotte a primit la naștere titlul de HRH Prințesa Charlotte. Din octombrie 1766 a primit titlul de Prințesă Regală. Cum limba franceză era limba oficială la toate curțile europene, mica prințesă a primit un tutore francez ca să învețe franceza fără accent. 

## Căsătorie
La 18 mai 1797, Prințesa Regală s-a căsătorit la Palatul St. James din Londra cu Prințul Frederic de Württemberg, fiul cel mare și moștenitor al Ducelui Frederic II Eugene de Württemberg și a soției lui, Sophia Dorothea de Brandenburg-Schwedt.
Tânărul Frederic i-a succedat tatălui său la conducerea Ducatului de Württemberg la 22 decembrie 1797. Ducele Frederic al II-lea a avut  doi fii și două fiice din prima căsătorie cu Prințesa Augusta, care era fiica Ducelui Karl al II-lea de Brunswick-Wolfenbüttel și a Prințesei Augusta a Marii Britanii (sora mai mare a regelui George al III-lea) și sora mai mare a Carolinei de Brunswick, soția viitorului rege George al IV-lea al Regatului Unit. Din căsătoria Ducelui Frederic și a Prințesei Regale a rezultat un copil, o fiică care a murit la naștere în 1798.

## Württemberg

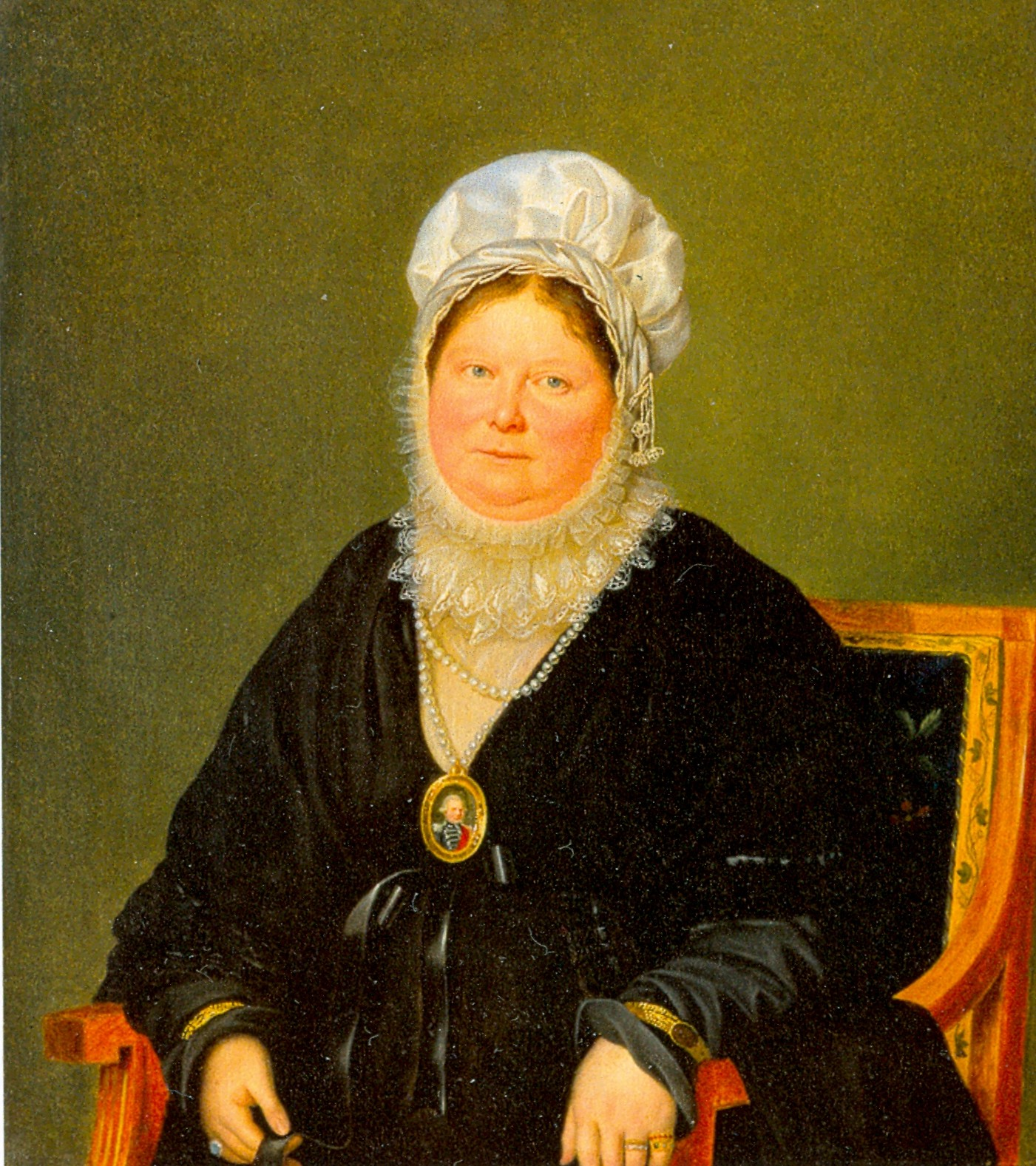
Charlotte Mathilde în 1827, la 61 de ani.

În 1800, armata franceză a ocupat Württemberg și Ducele și Ducesa au plecat la Viena. Anul următor, Ducele Frederic a încheiat un tratat privat prin care a cedat Montbeliard Franței și a primit în schimb Ellwanger doi ani mai târziu. Și-a asumat titlul de Elector de Württemberg la 25 februarie 1803. Ca răsplată pentru că a ajutat Franța cu mari forțe auxiliare, Napoleon a recunoscut Electorul ca rege de Württemberg la 26 decembrie 1805. Alianța cu Franța tehnic l-a transformat în dușman al socrului său George al III-lea.
George al II-lea înfuriat că ginerele său a devenit unul din cei mai devotați vasali ai lui Napoleon, a refuzat să se adreseze fiicei sale în corespondență ca "regină de Württemberg". În 1813, regele Frederic a schimbat părțile și a trecut de partea aliaților, unde statutul său de cumnat al Prințului Regent (mai târziu George al IV-lea) l-a ajutat. După căderea lui Napoleon, a participat la Congresul de la Viena și a fost confirmat ca rege. A murit în octombrie 1816.
Fosta regină a continuat să locuiască la Palatul Ludwigsburg din Stuttgart și a primit vizite de la frații ei mai mici, Ducele de Kent, Ducele de Sussex, Ducele de Cambridge, Prințesa Augusta Sophia și Prințesa Elisabeta. A fost nașa de botez a nepoatei sale, Prințesa Victoria de Kent (viitoarea regină Victoria), în 1819.  În 1827 s-a întors în Marea Britanie pentru prima dată de la nunta ei din 1797 pentru a se opera de hidropizie. Anul următor a murit la Palatul Ludwigsburg.  